# Gasparilla Island State Park
Der Gasparilla Island State Park liegt am südlichen Ende von Gasparilla Island, einer Golfinsel im Südwesten von Florida bei Boca Grande. Die vorgelagerte Küsteninsel ist nur über die mautpflichtige Straße Boca Grande Causeway erreichbar. Der Florida State Park ist 51 Hektar groß und wurde 1983 eröffnet. Zwei Strände, Sea Grape und Range Light, liegen im Park.
Der Gasparilla Island State Park ist Americas first two time Winner der National Gold Medal, einer Auszeichnung der National Recreation and Park Association in den Vereinigten Staaten.

## Sehenswertes
Sehenswert ist der 1890 an der Südspitze der Insel erbaute Boca Grande Leuchtturm sowie das angegliederte Museum und Besucherzentrum. Der Leuchtturm gehört zu den ältesten Bauwerken im Lee County und ist das älteste Gebäude der Insel. Die U.S. Coast Guard betrieb den Leuchtturm bis 1966, seit 1983 ist er für die Öffentlichkeit nach umfangreichen Renovierungsarbeiten zugänglich. 1986 wurde er in die Liste der National Register of Historic Places aufgenommen.

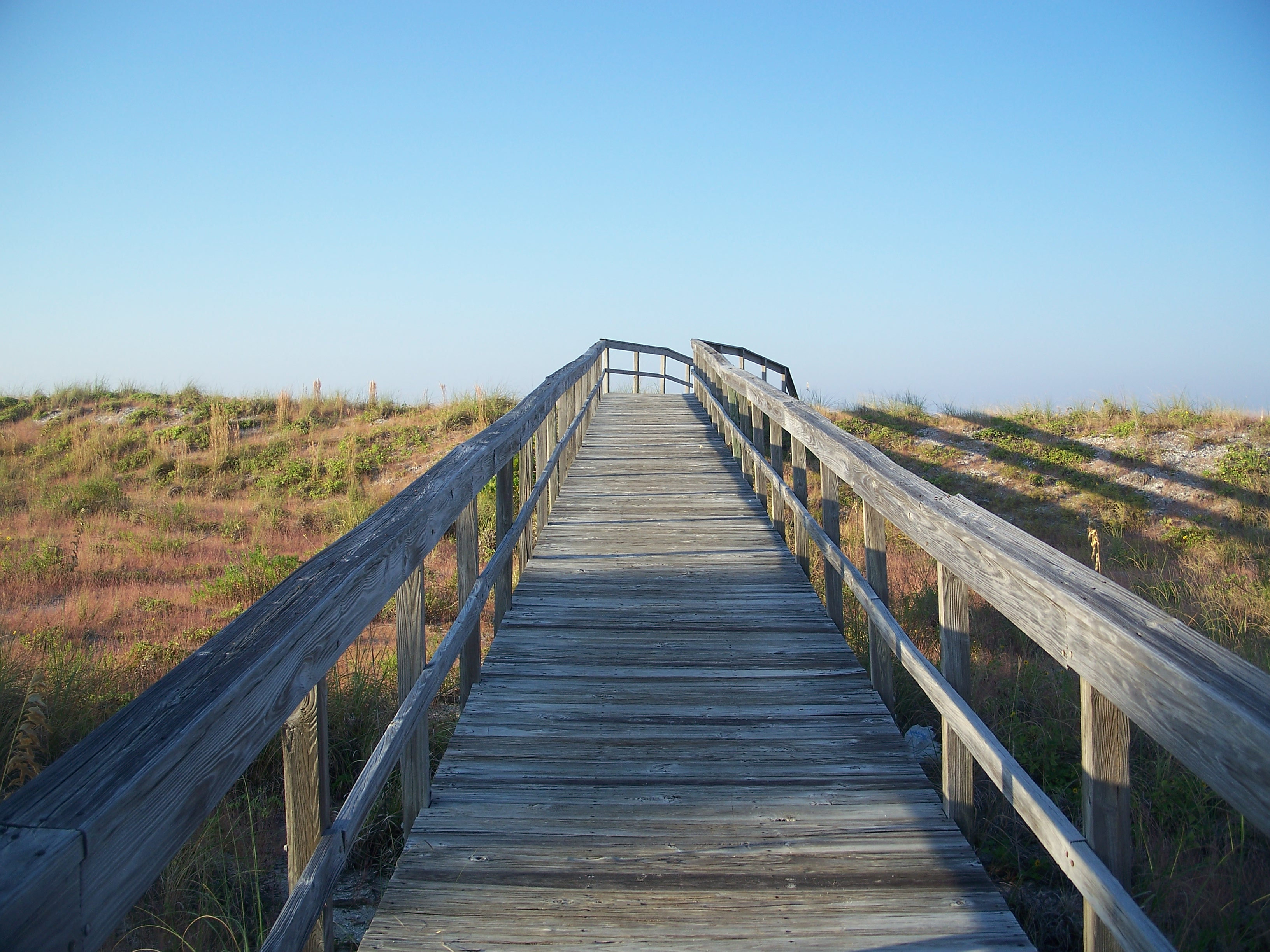
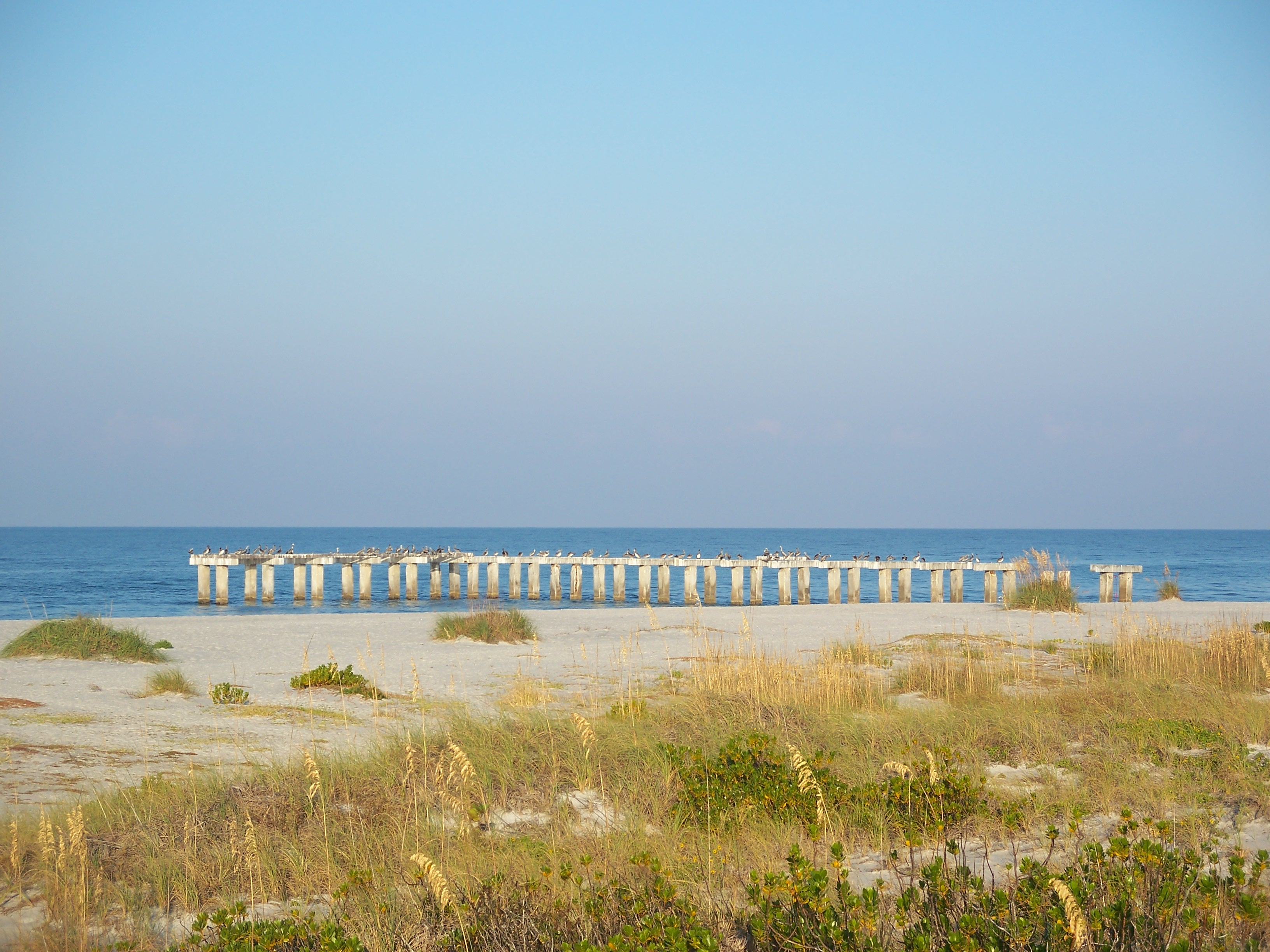
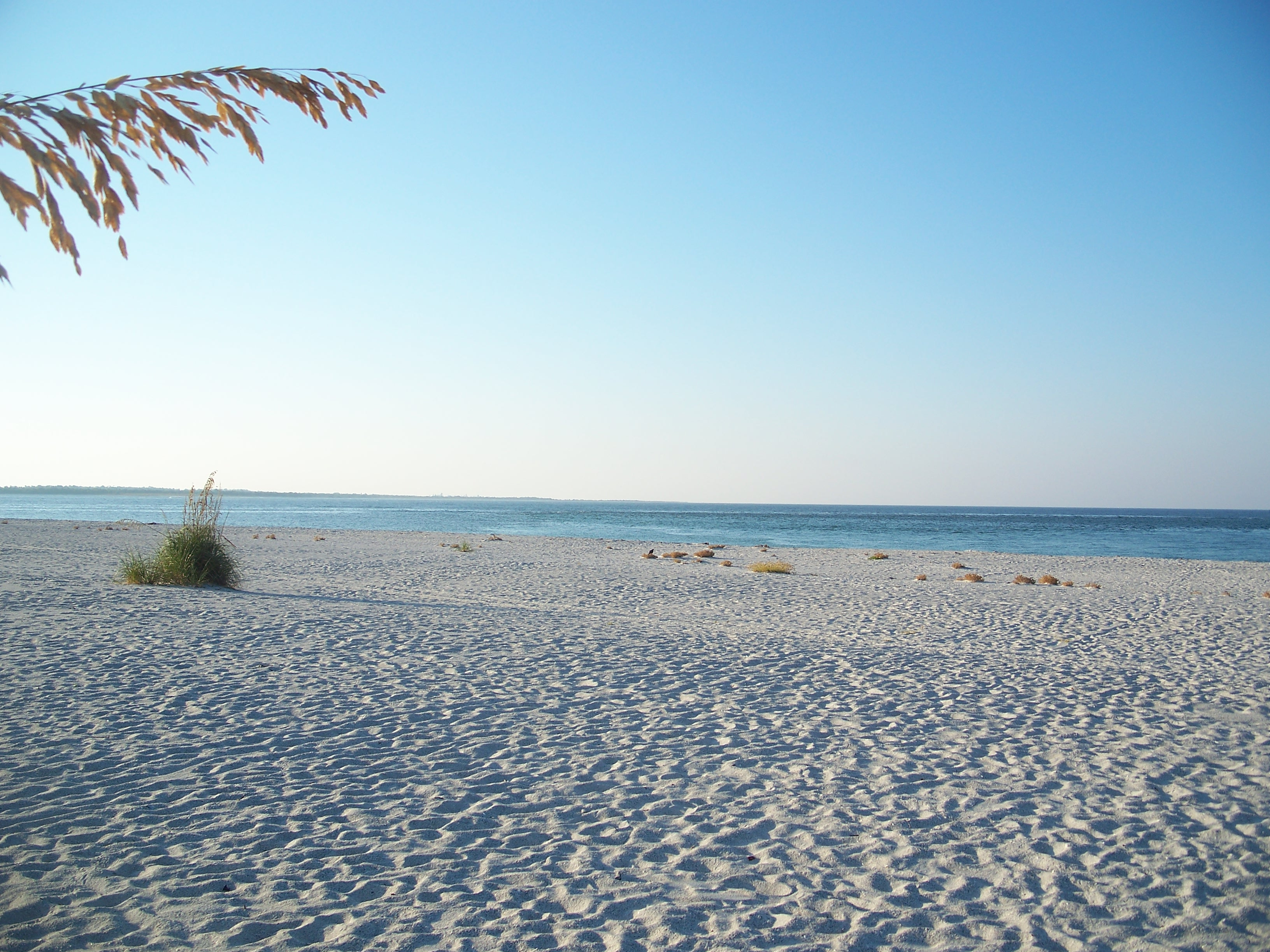
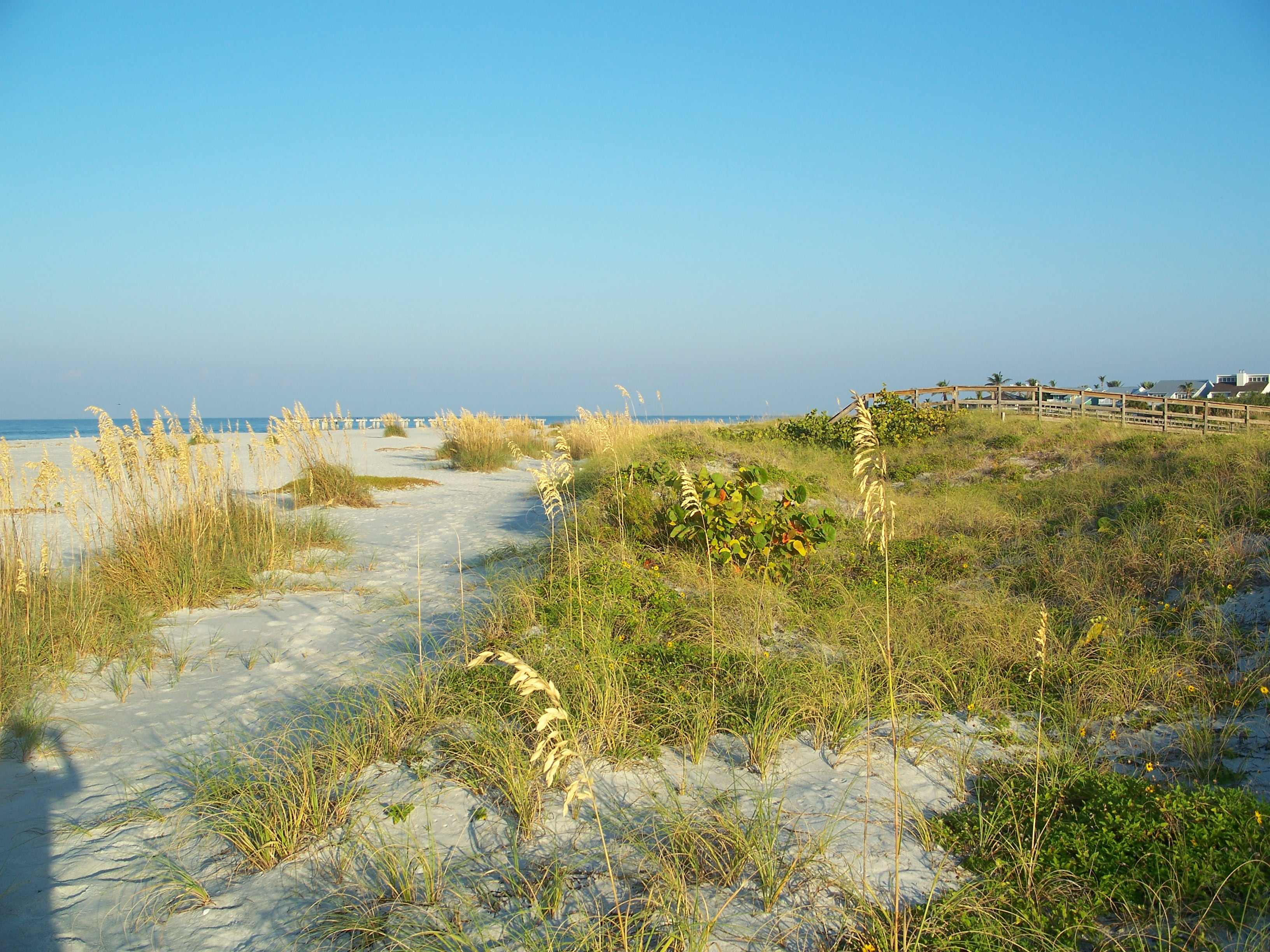
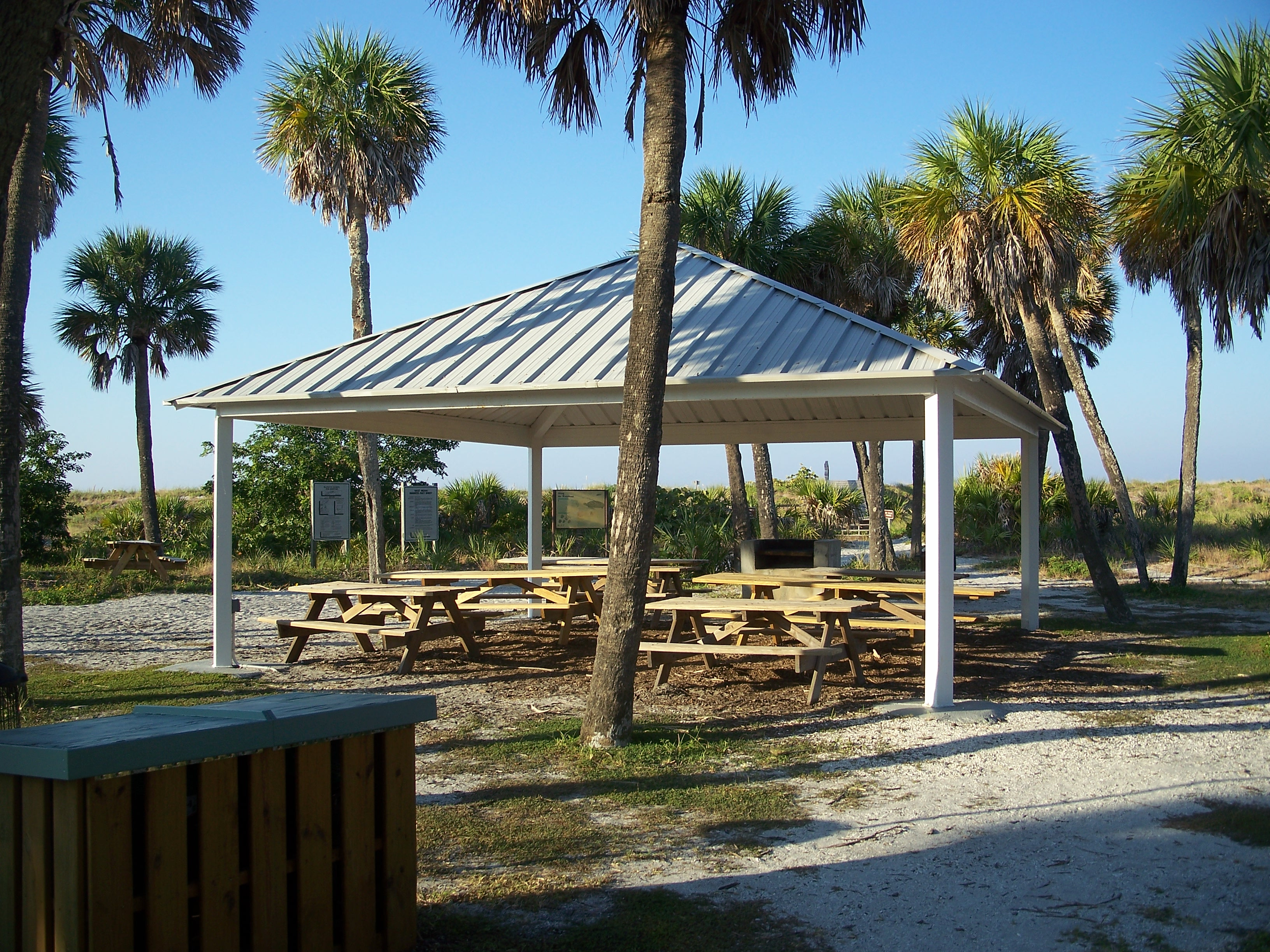
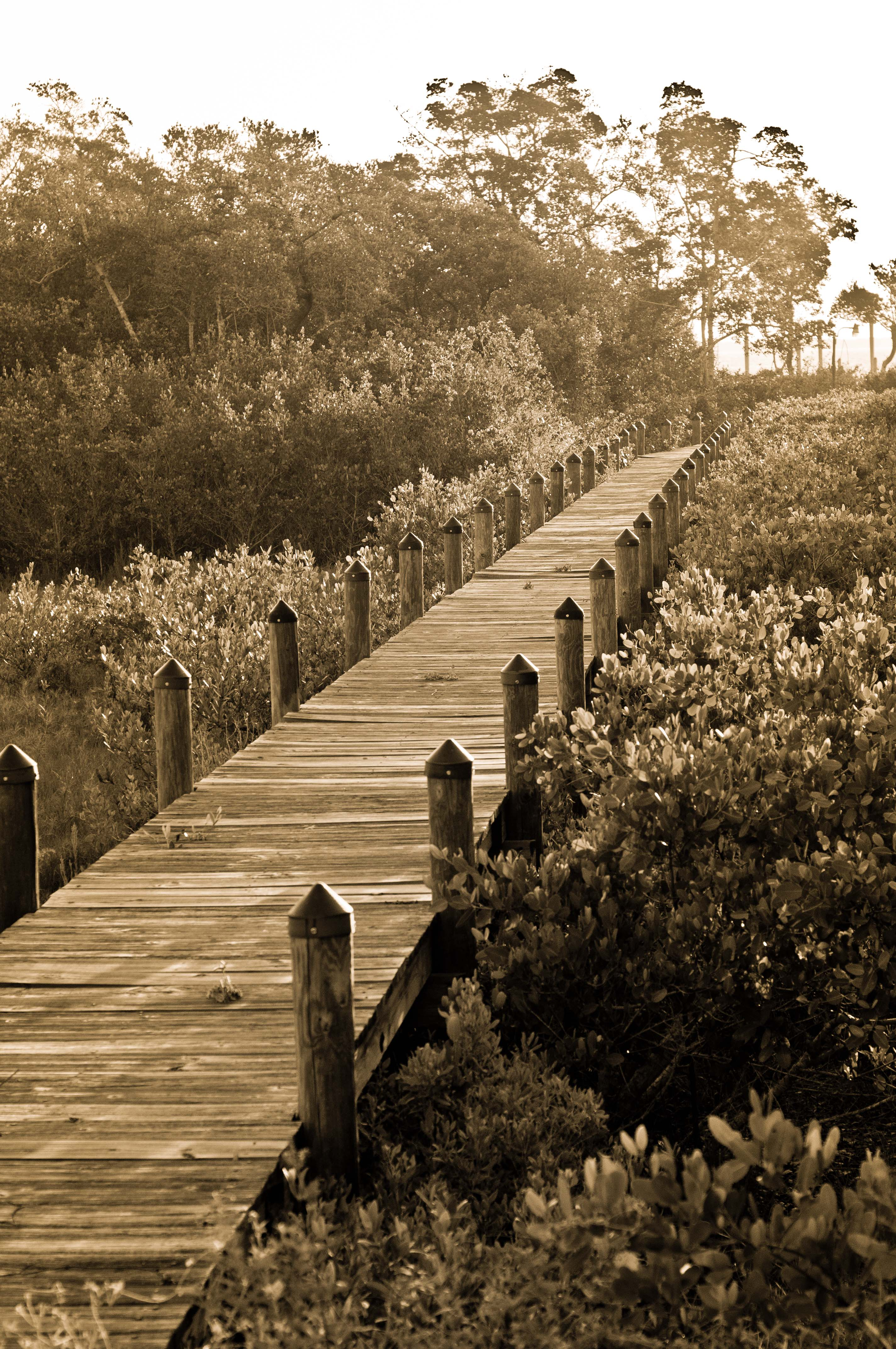

## Tierwelt
Verschiedene Watvögel wie der Fischreiher können hier angetroffen werden. Seekühe, Fischadler und die Gopher Schildkröte sind ebenso zu beobachten. Die Fischbestände vor Gasparilla Island gelten als die reichsten in Florida, populäre Fischarten sind der Rotbarsch, die Forelle, der Snook, der Cobia sowie der Tarpun.

## Ranger-Programm
Die Ranger des Parks veranstalten jeden Mittmoch morgen um 9.00 Uhr einen Park-Spaziergang und klären über die Geschichte sowie die im Park lebenden Pflanzen und Tiere auf.

## Sagen und Legenden

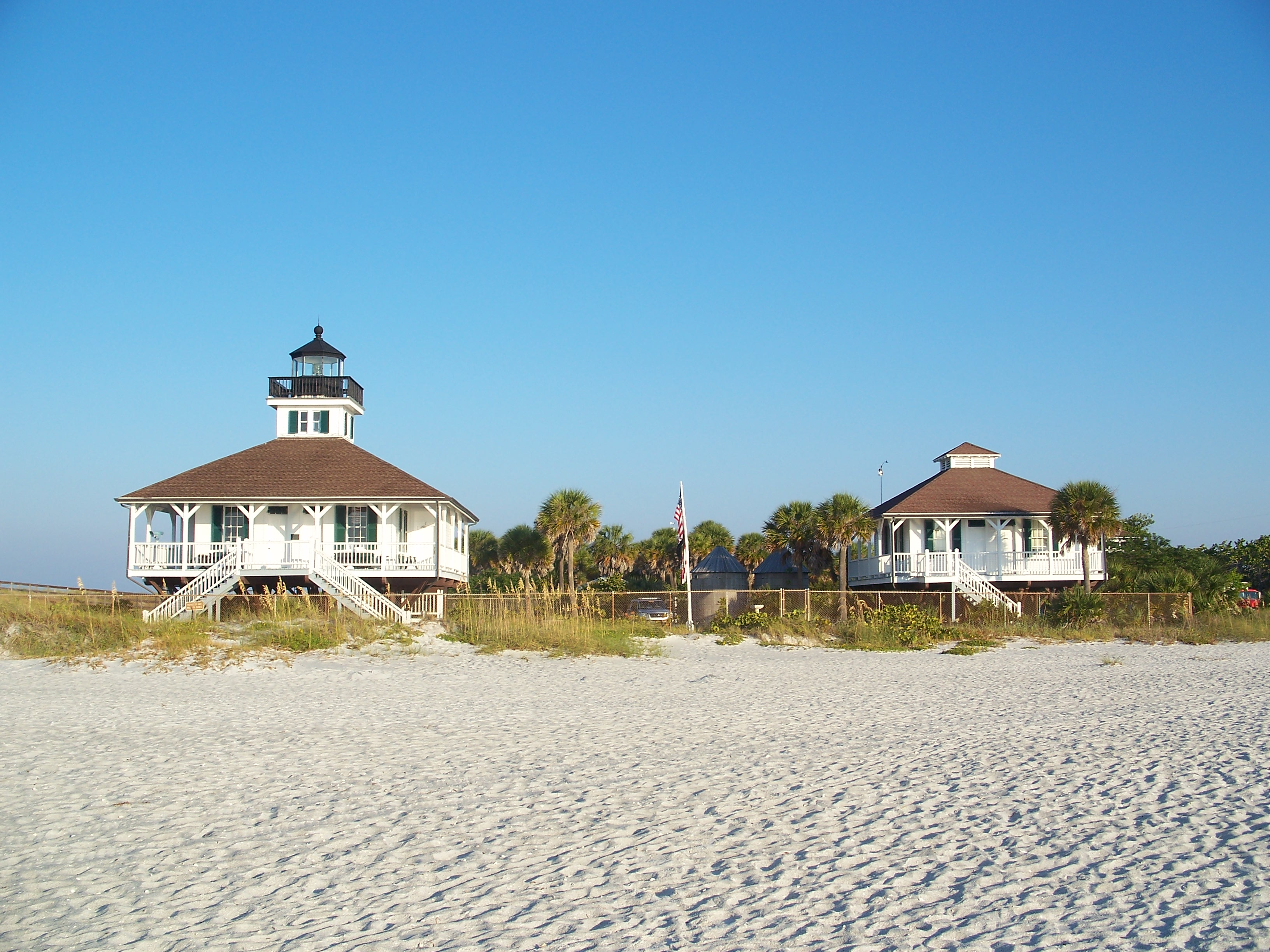
Renoviertes Boca Grande Lighthouse von 1890

Der Legende nach ist die Insel nach dem Seeräuber Jose Gaspar benannt, der die Insel mit seiner Mannschaft in den 1700er Jahren als Zuflucht und Versteck nutzte.  Ein Gespenst ist anscheinend die kopflose Erscheinung einer spanischen Prinzessin namens Josefa oder Yuseppa, die vom Piraten einst entführt wurde. Jose Gaspar verliebte sich in sie aber nachdem sie nicht interessiert war und den Piraten zurückwies, zückte er wutentbrannt sein Schwert und schlug ihr den Kopf damit ab. Unglücklicherweise war seine Liebe zu der Prinzessin so groß, dass er zwar reuevoll ihren Leichnam am Strand in der Nähe des später erbauten historischen Leuchtturms vergrub, den Kopf jedoch mit sich nahm, sodass sich die Geisterscheinung nach wie vor ruhelos auf der Suche nach ihrem fehlenden Kopf befindet.